# أتلاسوفا
أتلاسوفا (يعرف أيضاً باسم أتلاسوف أو Nylgimelkin) هو بركان درعي بازلتي يقع في شبه جزيرة كامشاتكا. سمي على اسم المستكشف الروسي فلاديمير أتلاسوف.